# Lasioglossum peraltum
Lasioglossum peraltum är en biart som först beskrevs av Cockerell 1901.  Lasioglossum peraltum ingår i släktet smalbin, och familjen vägbin. Inga underarter finns listade i Catalogue of Life.